# Organização Mundial da Criatividade
A Organização Mundial da Criatividade (em inglês: World Creativity Organization- WCO) atua globalmente e existe para convocar e construir uma comunidade de líderes comprometidos em promover a criatividade e a inovação para encontrar soluções para os desafios econômicos, sociais, culturais e ambientais do mundo.
Essa é uma comunidade que reúne educadores, empreendedores, líderes sociais e empresariais, tecnólogos, criadores de conteúdo, pesquisadores e outros agentes de mudança que promovem e conectam iniciativas em torno da criatividade, inovação, sustentabilidade e desenvolvem ações concretas para promover impacto positivo e sustentável.

## Resumo
A Organização Mundial da Criatividade é uma organização privada de atuação global, com o propósito de aumentar a conscientização de indivíduos, organizações e governos sobre o valor da criatividade como matéria-prima para a solução de problemas e, por extensão, no desenvolvimento social, tecnológico e econômico sustentáveis em nosso século.
O cumprimento dos seus objetivos se dá através do Global Creative Leadership Program, do World Creativity Day, do World Creativity Festival e do Prêmio Brasil Criativo.